# 中田栄太郎
中田 栄太郎（なかた えいたろう、1886年1月20日 - 1977年5月9日）は、日本の政治家。衆議院議員（1期）。

## 経歴
富山県出身。1912年、広島高等師範学校卒。熊本県立商業学校教諭、広島高等師範学校訓導、同教諭、富山県師範学校教諭、同県立射水、魚津、高岡、神通、富山の各中学校校長兼教諭を務める。日本教育会富山県副支部長、教育刷新委員、(株)中田栄太郎商会を経営する。
1946年の第22回衆議院議員総選挙で富山県から無所属で立候補してトップ当選する。当選後は新光倶楽部に入り、その後新政会、国民党、国民協同党と変わった。この間、国民協同党政調会政治部長となった、衆議院議員は1期務めた。1947年の第23回衆議院議員総選挙において富山1区から国民協同党公認で立候補して落選した。